# Sant Pere i Sant Pau de Tabarca
L'església de Sant Pere i Sant Pau és un temple catòlic situat a l'illa de Tabarca, al municipi d'Alacant. En 1769 ja existia una capella menuda, que es va ampliar a església i va ser beneïda en 1770, encara que la seua construcció no va finalitzar fins a 1779. Va ser declarada Bé d'Interés Cultural en 1964 juntament amb la resta de l'illa.

## Estructura
La planta del temple queda inscrita en un rectangle amb orientació litúrgica canònica (est-oest), mentre que el presbiteri queda cap a llevant i la porta principal cap a ponent. Com que l'església és un element articulador de l'estructura urbana, es va projectar una segona porta lateral, que permetera l'accés a l'eix transversal, que té el seu inici a la plaça que s'obre davant aquesta segona porta.
L'edifici és extens i presenta nau única, dividida en tres trams pels contraforts interiors. El tram dels peus té una sola crugia i és el del de menor altura, perquè en la part superior està el cor. El tram central té major longitud, puix comprén quatre crugies, definides pels arcs torals que descarreguen en els contraforts laterals, entre els quals es configuren les capelles secundàries. El presbiteri queda situat a llevant i en ell es configura la capella major, la planta de la qual és gairebé quadrada, encara que de menor amplària que la nau. Això és a causa de l'estreta provocada per quedar als laterals dos espais, un destinats a capella i potser l'altre, en origen, a capella de la comunió.
Sota el seu paviment hi ha tres voltes amb sepultures. Compta amb dues portes, una a la façana de ponent i una altra a la façana sud, on comença l'eix nord-sud que es dirigia, en principi, al castell que mai va arribar a construir-se. Tant el pòrtic com els buits de les finestres són d'inspiració barroca, on dominen les corbes i les superfícies guerxes. Contigu a l'església es va construir un edifici destinat a casa del capellà i a escoles.